# Vale Frechoso
Vale Frechoso ist eine Gemeinde (Freguesia) im portugiesischen Kreis Vila Flor. In ihr leben 154 Einwohner (Stand 19. April 2021).